# New Holland (Illinois)
New Holland è un villaggio degli Stati Uniti d'America, situato nello Stato dell'Illinois, nella contea di Logan.
| Controllo di autorità | J9U (EN, HE) 987007480090005171 |